# Thomas Edwin Blanton Jr.
Thomas Edwin Blanton Jr., né le 20 juin 1938 à Washington D.C. et mort le 26 juin 2020 à Bessemer (Alabama) est un terroriste américain condamné, ayant purgé quatre peines de réclusion à perpétuité pour sa participation, en tant que conspirateur, à l’attentat à la bombe perpétré le 15 septembre 1963 contre l’église baptiste de la 16ᵉ rue, à Birmingham. Cet acte de violence raciale cause la mort de quatre jeunes filles afro-américaines : Addie Mae Collins, Denise McNair, Carole Robertson et Cynthia Wesley. Blanton, de même que Bobby Frank Cherry, est condamné en mai 2001 à l’issue d’un procès retentissant, marquant la résolution tardive de cette affaire. Les poursuites judiciaires sont menées avec succès par Doug Jones, alors procureur et futur sénateur des États-Unis. 

## Biographie
Thomas Edwin Blanton Jr. nait à Washington, D.C., le 20 juin 1938. Il est le fils de Thomas Edwin Blanton Sr., surnommé « Pops », ce dernier est décrit en 2001 comme un raciste notoire dans la région de Birmingham, en Alabama,.  

### Éducation et carrière
Thomas Edwin Blanton Jr. effectue sa scolarité jusqu’à la dixième année avant de s’engager dans la Marine américaine, où il sert en tant que mécanicien aéronautique entre 1956 et 1959. Au début des années 1960, il adhère au Ku Klux Klan, aux côtés des autres individus impliqués dans l’attentat de l'église baptiste de la 16e rue. 

### Procès et emprisonnement
Au moment de son interpellation, Blanton occupe un emploi dans un établissement Walmart et réside dans une roulotte dépourvue d’adduction d’eau. 
Thomas Edwin Blanton Jr. figure parmi les principaux suspects dès les prémices de l’enquête. Toutefois, J. Edgar Hoover, alors directeur du Federal Bureau of Investigation (FBI), s’oppose aux initiatives du bureau de Birmingham et de ses propres agents visant à inculper Blanton et trois autres individus. Cette décision semble avoir été motivée par la conviction de Hoover qu’une procédure judiciaire aboutie avait peu de chances de succès. 
Thomas Edwin Blanton Jr. est incarcéré au centre correctionnel de Holman, situé à Atmore dans l’État de l’Alabama. Le 3 août 2016, il se présente devant la commission des libérations conditionnelles, laquelle rejete sa demande. Son éventuelle libération est dès lors différée jusqu’à l’année 2021, conformément aux dispositions alors en vigueur.

## Mort
Le 26 juin 2020, Thomas Blanton meurt au centre correctionnel William E. Donaldson, où il purge une peine de réclusion à perpétuité, six jours après son quatre-vingt-deuxième anniversaire. Sa mort, survenu après dix-neuf années de détention, est attribué à des causes non précisées par les autorités pénitentiaires. 